# Хёрбигер, Кристиана
Кристиана Хёрбигер (нем. Christiane Hörbiger; 13 октября 1938[…], Вена — 30 ноября 2022, Вена) — австрийская актриса. Снялась более чем в семидесяти фильмах.

## Биография
Является внучкой Ганса Хёрбигера, дочерью актёра Аттилы Хёрбигера и Паулы Вессели. Сестра актрис Элизабет Орт и Маресы Хёрбигер, племянница актёра Пауля Хёрбигера, кузина актёра Томаса Хёрбигера, тётя актёров Кристиана Трамица, Корнелиуса Обоньи и Мануэля Уиттинга.
3 ноября 1935 года в венской ратуше состоялась церемония бракосочетания Паулы Вессели с актёром Аттилой Хёрбигером. Супруги приобрели дом в Гринцинге (Дёблинг), в следующем году у них родилась дочь Элизабет, в 1938 году — дочь Кристиана, а в 1945 году — дочь Мареса. Семья жила в достатке.
Первый муж — немецкий актёр и режиссёр Вольфганг Глюк, номинант на «Оскар»1987 года. Во втором браке с журналистом Рольфом Биглером 19 июля 1968 года родился сын Саша, также связавший свою судьбу с кинематографом.
С 2003 года Кристиана — посол ЮНИСЕФ  в Австрии. 9 ноября 2009 года она произнесла юбилейную речь на митинге в память жертв расизма и ксенофобии в Вельсе.

## Избранная фильмография
1. 1956 — Клятвопреступник / Der Meineidbauer (ФРГ) — Мари Рот, дочь Паулы
2. 1956 — Майерлинг[нем.], режиссёр Рудольф Югерт (Австрия) — Мария фон Вечера
3. 1957 — Король эдельвейсов / Der Edelweisskönig (Германия)
4. 1979, 1987 — Виктория / Victoria (Швеция, ФРГ)
5. 1992 — Официант! / Herr Ober! (Германия)
6. 1992 — Штонк! / Schtonk! (Германия)
7. 1994 — Вкус специй / Tafelspitz (Германия, Австрия)
8. 1994 — Возвращение к истокам / Alles auf Anfang (Германия)
9. 1995 — К счастью у меня есть жена / Zum Glück gibt’s meine Frau (Германия)
10. 1997 — Ангел-хранитель в пути / Ein Schutzengel auf Reisen (Германия)
11. 1998 — Деррик / Derrick (ФРГ)
12. 1999 — Малыш Джимми / Jimmy the Kid (Германия)
13. 2005 — Новые друзья, новое счастье / Neue Freunde, neues Glück (Германия) — Неле
14. 2006 — Лесной разбойник / Der Räuber Hotzenplotz (Германия) — бабушка
15. 2008 — Визит старой дамы (Германия) — Клара Цаханассьян
16. 2012 — Маленькая леди, режиссёр Гернот Ролл (Германия, Австрия) — Графиня
17. 2014 — Комиссар Рекс (Австрия, Италия, ФРГ)